# قائمة الهجمات الإرهابية على تركيا (2016)
حدث في الجمهورية التركية في عام 2016 عدد كبير من الحوادث الارهابية التي أدت إلى وقوع عدد كبير من القتلى والجرحى.
| تفاصيل الهجوم                                                                                                | موقع الهجوم        | تاريخ الهجوم     | ضحايا الهجوم                       | الجهة منفذة العملة                                                                     |
| --- | ------------------ | ---------------- | ---------------------------------- | -------------------------------------------------------------------------------------- |
| تفجير إسطنبول يناير 2016 :هو إنفجار وقع بميدان السلطان أحمد وسط إسطنبول، أغلب الضحايا من الألمان             | ميدان السلطان أحمد | 12 يناير         | 10 قتلى و15 جريحا                  | تنظيم الدولة الإسلامية (داعش)                                                          |
| تفجير سيارة مفخخة في مقر لشرطة                                                                               | 14 يناير           | سينار            | عشرات القتلى والجرحى               | لم تتبن أية جهة العملية                                                                |
| تفجيرات أنقرة (فبراير 2016):هوتفجير بالقرب من مقر القوات المسلحة والبرلمان ومبان حكومية في قلب العاصمة أنقرة | البرلمان التركي    | 17 فبراير        | قتل 28 شخصا وأصيب 61 بجروح         | جماعة صقور حرية كردستان حزب العمال الكردستاني حزب الاتحاد الديمقراطي وحدات حماية الشعب |
| تفجير ديار بكر فبراير (2016) :إنتحاري                                                                        | 18 فبراير          | دياربكر (محافظة) | جنديين وضابط شرطة                  | حزب الاتحاد الديمقراطي                                                                 |
| هجوم في حي بيرم باشا :                                                                                       | 3 مارس             | بيرم باشا        | لايوجد                             | جبهة التحرير الشعبية الثورية اليسارية                                                  |
| تفجير أنقرة (مارس 2016) : تفجير سيارة مفخخة وسط أنقرة،                                                       | 13 مارس            | أنقرة            | الوفيات 34 الإصابات 125            | حزب العمال الكردستاني                                                                  |
| تفجير إسطنبول (مارس 2016) :                                                                                  | 19 مارس            | إسطنبول          | الوفيات 1 و 13 إصابات غير القاتلة  | صقور حرية كردستان                                                                      |
| تفجير ديار بكر مارس 2016 :                                                                                   | 31 مارس            | ديار بكر         | الوفيات 7 و 27 إصابات غير القاتلة  | حزب الاتحاد الديمقراطي                                                                 |
| تفجير بورصة 2016 :                                                                                           | 27 أبريل           | بورصة (مدينة)    | الوفيات 5 و 36 إصابات غير القاتلة  | تنظيم الدولة الإسلامية (داعش)                                                          |
| تفجير غازي عنتاب 2016 :إنفجرت سيارة مفخخة                                                                    | 1 مايو             | غازي عنتاب       | الوفيات 3 و 22 إصابات غير القاتلة  | تنظيم الدولة الإسلامية (داعش)                                                          |
| تفجير ديار بكر مايو 2016 :إنفجرت سيارة مفخخة                                                                 | 10 مايو            | ديار بكر         | الوفيات 3 و 15 إصابات غير القاتلة  | حزب العمال الكردستاني                                                                  |
| تفجير إسطنبول يونيو 2016 :انفجار عبوة ناسفة عن طريق جهاز للتحكم عن بعد،                                      | 7 يونيو            | إسطنبول          | الوفيات 11 و 36 إصابات غير القاتلة | تنظيم الدولة الإسلامية (داعش)                                                          |
| تفجير سيارة مديات يونيو 2016 :إنفجرت سيارة مفخخة                                                             | 8 يونيو            | مديات            | الوفيات 5 و 30 إصابات غير القاتلة  | حزب العمال الكردستاني                                                                  |